# Poecilia dauli
Poecilia dauli är en fiskart som beskrevs av Meyer och Alfred C. Radda 2000. Poecilia dauli ingår i släktet Poecilia och familjen Poeciliidae. Inga underarter finns listade i Catalogue of Life.